# 夕張車站

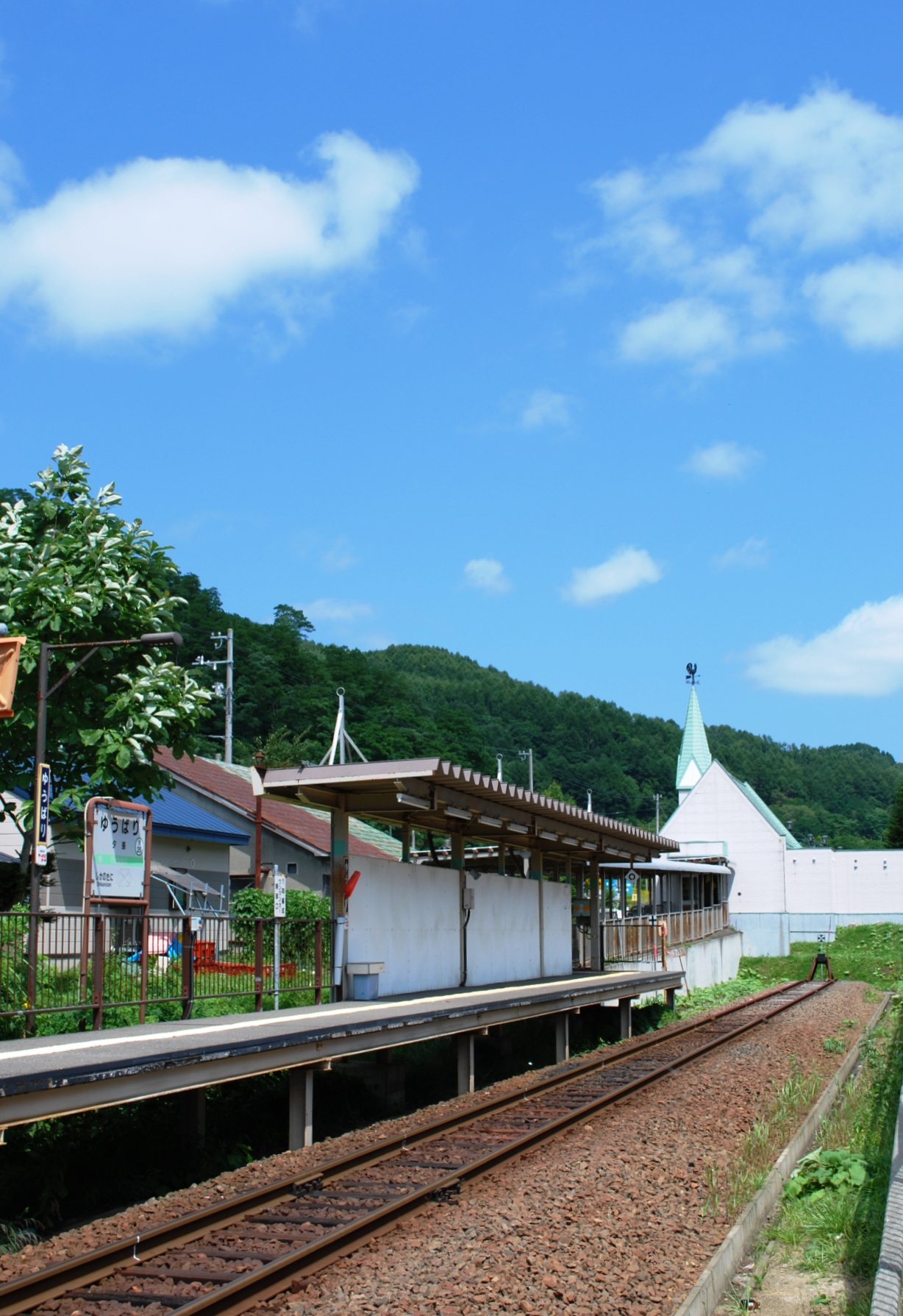
車站月台（2008年8月）

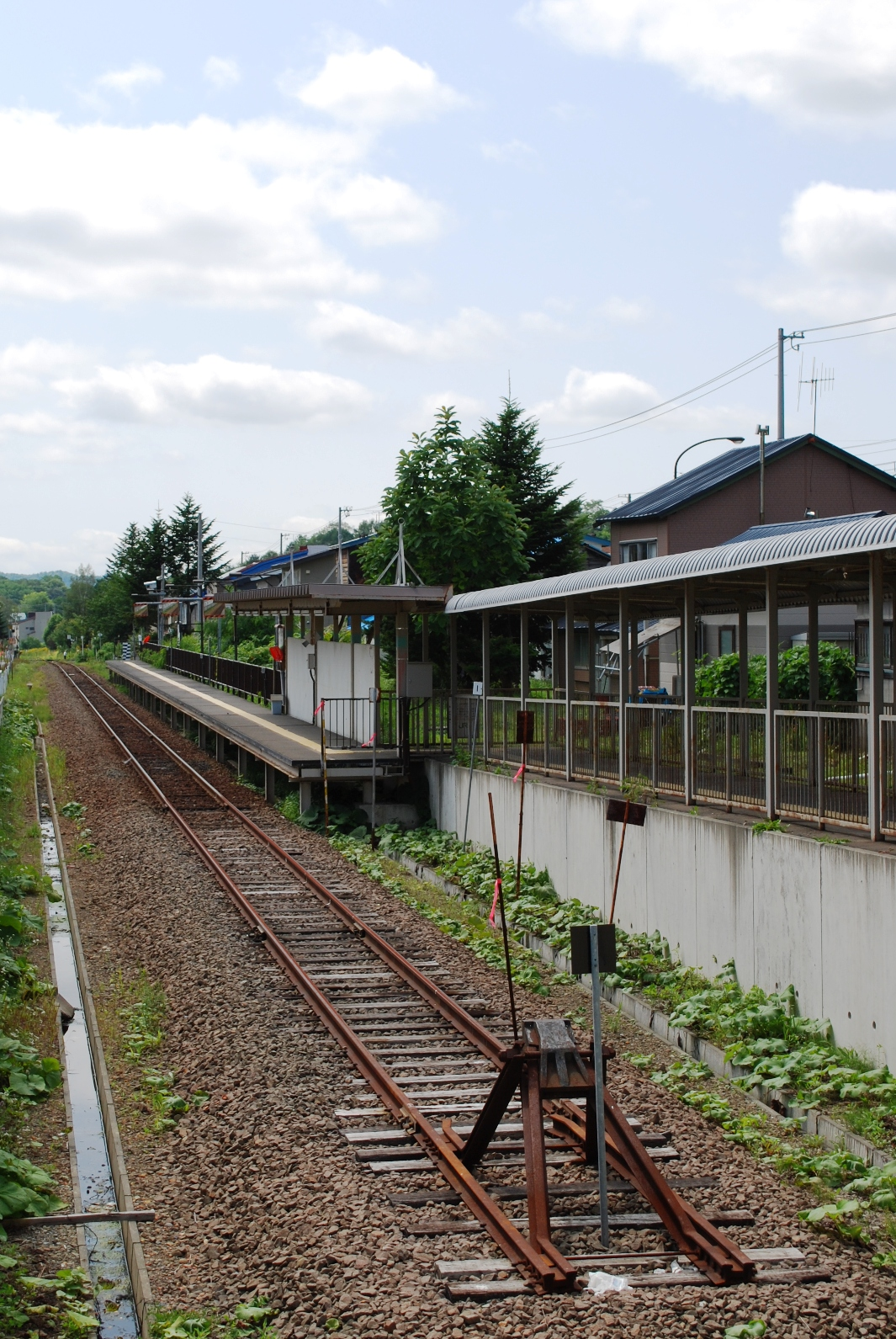
路軌盡頭（2008年8月）

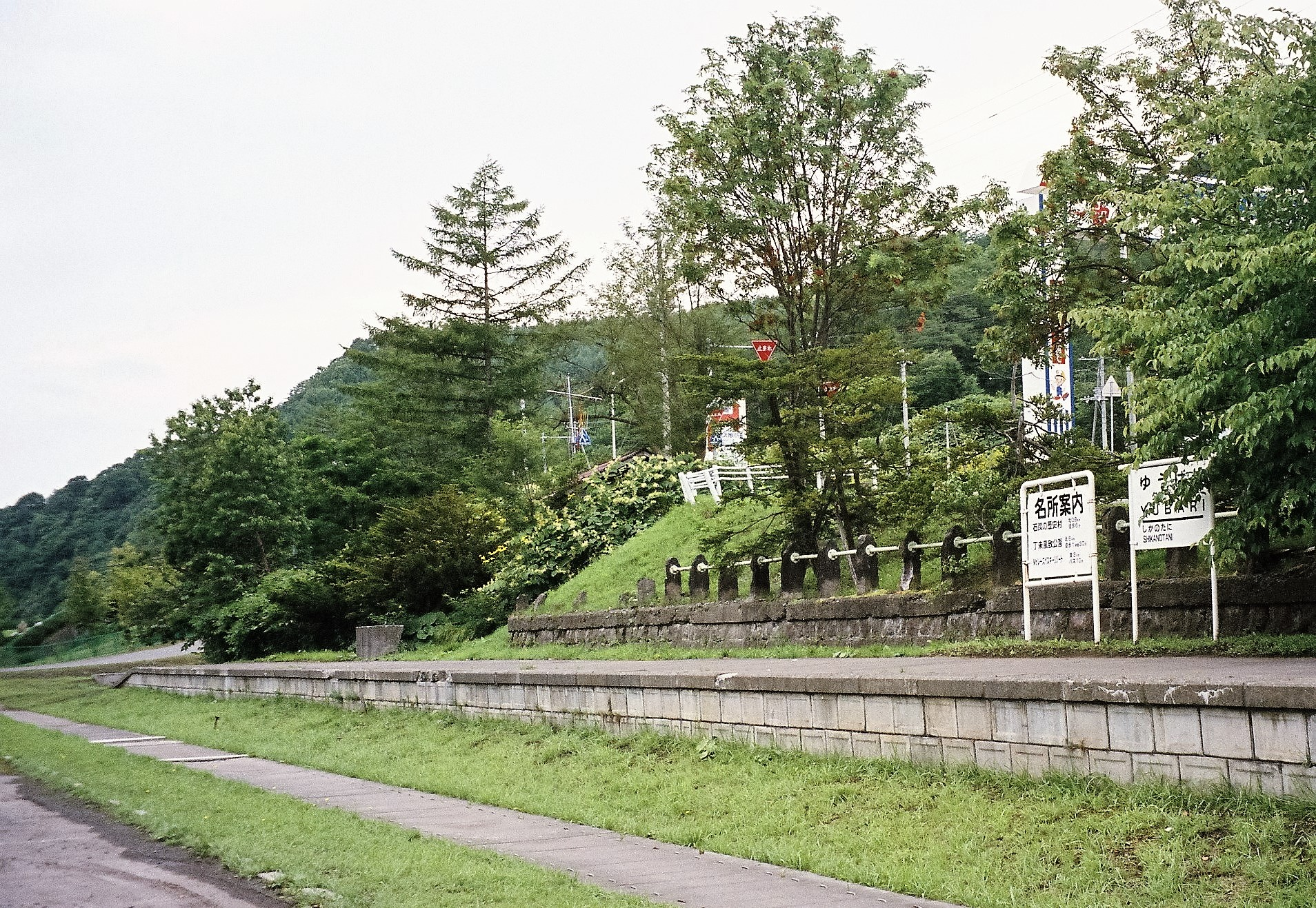
初代車站遺址（2003年8月）

夕張站（日语：／ Yūbari eki */?）是位於北海道夕張市末廣二丁目，隸屬於北海道旅客鐵道（JR北海道）石勝線（夕張支線）的鐵路車站。車站編號為Y25。電報略號為。
2016年8月，JR北海道指出夕張支線難以單獨繼續營運，並於2019年4月1日廢線。

## 歷史
由於主要產業的改變，車站與路軌曾作出2次搬遷。過去為了方便運輸煤礦，於現在的煤礦歷史村附近（夕張市福住）興建車站，亦是能夠於晚上停泊列車的車站。不過當煤礦相繼關閉後人口急劇下降，而夕張市的主要產業亦轉為觀光業，因此1985年車站搬遷至夕張市本町4丁目（舊夕張鐵道夕張本町車站），鄰近夕張市役所及夕張市民會館。是為第2代夕張站。
而初代夕張站的站房則成為夕張觀光開發公司的總部，亦是煤礦歷史村的管理辦事處。2006年10月4日，辦事處搬遷至舊「友誼家庭學校」。此外，亦曾用作已關校的市立旭小學的進修住宿設施。最後由於夕張市財政進行重組的關係，該設施於2006年9月18日正式關閉。而站房則於2006年10月10日拆卸。
而第2代夕張站的站房是利用3輛守車改建而成。
之後，位於鹿之谷及夕張之間，夕張市末廣2丁目開發成渡假觀光地區，因此開始構思在酒店及滑雪場前興建新車站。1990年，夕張站搬遷至現在的所在地，是為第3代夕張站。而第2代夕張站的站房則轉移至煤礦歷史村的SL館，成為「家庭歷險」的遊樂場。現況不明。
- 1892年（明治25年）11月1日 - 北海道煤礦鐵道（日语：北海道炭礦鉄道）追分至夕張路段開始營運，車站位於現在的煤礦歷史村附近。
- 1900年（明治33年）上半年 - 站房主建築遷移興建。
- 1906年（明治39年）10月1日 - 北海道煤礦鐵道的鐵道路線國有化，由官設鐵道（國鐵）接管。
- 1913年（大正2年）6月2日 - 設置夕張車廠。
- 1923年（大正12年） - 站房改建。
- 1930年（昭和5年）6月1日 - 廢除夕張車廠。
- 1978年（昭和53年）5月1日 - 取消貨物裝卸業務。
- 1981年（昭和56年）10月1日 - 夕張線改稱為石勝線。同時本車站成為夕張支線的終點站。
- 1984年（昭和59年）
  - 2月1日 - 取消行李裝卸業務。
  - 4月1日 - 車站簡易委託化。
- 1985年（昭和60年）10月13日 - 車站搬遷至夕張鐵道舊夕張本町站的舊址（第2代）。營業距離縮短1.3km。
- 1987年（昭和62年）4月1日 - 由於國鐵分割民營化，車站由JR北海道管理。
- 1990年（平成2年）12月26日 - 車站再次搬遷至MOUNT RACEY酒店前。營業距離再縮短0.8km。
- 1998年（平成10年）3月20日 - 因Kiosk關閉而廢除簡易委託，車站無人化。
- 2006年（平成18年3）10月 - 廁所關閉。因為夕張市財政問題難以維持廁紙、自來水及下水道的維護費用。
- 2007年（平成19年）
  - 4月1日 - 受到「SCIENCE NET」的資助，廁所再次開放。
  - 日期不詳 - MOUNT RACEY酒店的前台開始發售車票，再次簡易委託化。
- 2009年（平成21年）7月17日 - 站房全體改建。意式咖啡店「LUCE SOLARE」開業。改建的費用由小樽市的木屋製造商「TOBEX LOG」贊助。
- 2013年（平成25年）12月10日 - 意式咖啡店「LUCE SOLARE」關閉。「LUCE SOLARE」認為是「TOBEX LOG」對於建築物的管理問題導致關閉。
- 2019年（平成31年）3月31日 - 隨著19:28最終列車駛離，本站實質廢止。
- 2019年（平成31年）4月1日 - 隨著石勝線夕張支線廢線，本站廢止。

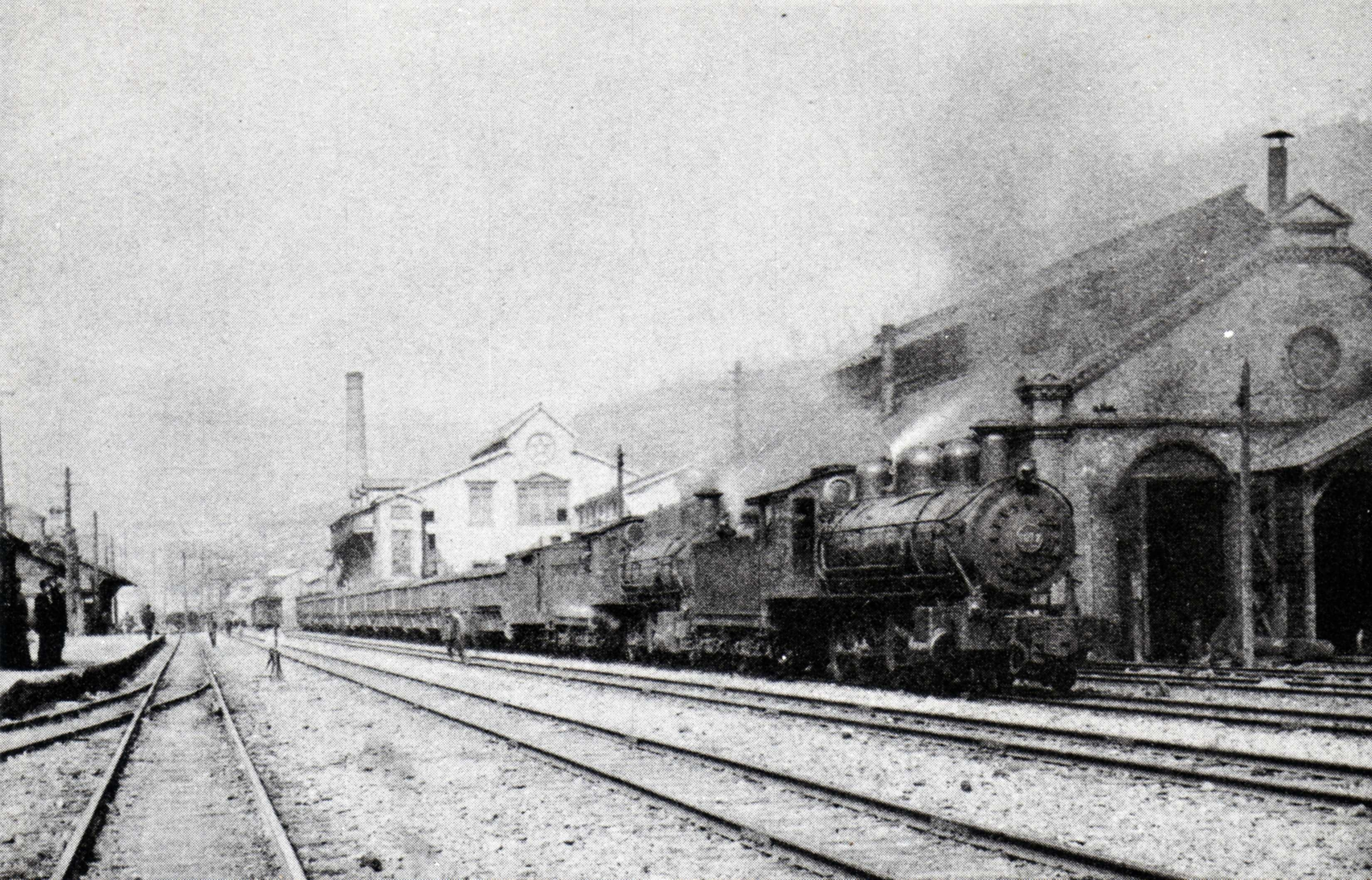
1918年的車站
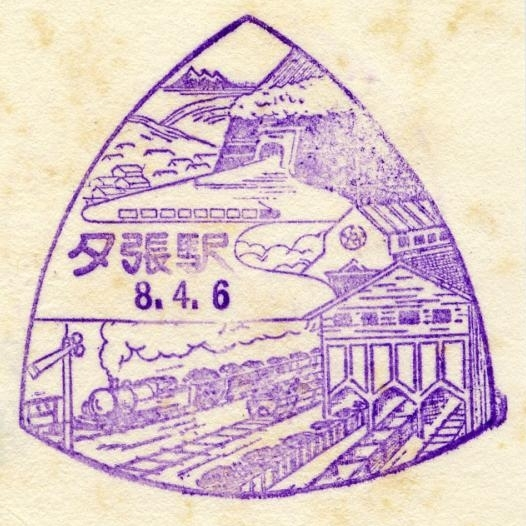
1933年的車站紀念章

## 車站構造
石勝線夕張支線的終點站，廢站前為側式月台1面1線的地面車站。車站站房後方曾設有MOUNT RACEY酒店的櫃檯，但現在已取消。

## 載客量
- 1998年度的每天載客量為62人。

## 車站周邊
- 夕張市役所
- 北洋銀行夕張分店（位於夕張市役所廳舍內）
- 栗山警察署夕張警察廳舍（舊夕張警察署）
- 夕張郵局
- 北海信用金庫本町出張所
- 夕張醫療中心
- 煤礦歷史村
- MOUNT RACEY酒店
- SHUPARO（シューパロ）酒店
- 夕張鐵道（夕鐵巴士）、北海道中央巴士「RACET渡假村前」站牌
- 蜜瓜城

## 相鄰車站
北海道旅客鐵道
石勝線（夕張支線）
鹿之谷（Y24）－夕張（Y25）

## 外部連結
- 全驛訪問之旅 （页面存档备份，存于）